# جوائز أكاديمية زولو للسينما الإفريقية
جوائز أكاديمية زولو للسينما الأفريقية، والمعروفة أيضًا باسم جوائز زافا العالمية ، هي حفل سنوي يكافئ الأفلام الأفريقية في الشتات . تم عقده في لندن بالمملكة المتحدة منذ نسخته الافتتاحية في عام 2006. تم التخطيط للاحتفال بجائزتي 2015 و 2016 في إفريقيا لأول مرة. هذا الترتيب كان متابعة مباشرة بعد نسخة 2014 في غرانج ، بفندق سانت بول في لندن في 8 نوفمبر.     

## روابط خارجية
- الموقع الرسمي
- البث الشبكي الرسمي لويبراديو نسخة محفوظة 20 يناير 2021 على موقع واي باك مشين.